# باقيداو
باقيداو، يُعرف أيضًا باسم ساغاينغ مين (Sagaing Min) (ولد في 23 من يوليو 1784م - 15 من أكتوبر 1846م) هو سابع ملك من أسرة كونباونغ. حكم باقيداو بورما منذ عام 1819م، حتى تنازل عن الحكم عام 1837م. اختاره جده الملك بوداوبايا عام 1808م، وكان باقيداو آنذاك أمير ساجانج، ليكون ولي العهد، وأصبح باقيداو ملكًا عام 1819م بعد وفاة بوداوبايا. بعد ذلك، انتقل باقيداو من أمارابورا ليعود إلى العاصمة أفا (Ava) عام 1823
شهد عصر باقيداو الحرب الأنجلو بورمية الأولى (First Anglo-Burmese War) (1824-1826)، والتي تعتبر بداية سقوط عائلة كونباونغ. ورث باقيداو إمبراطورية عظيمة، حيث تعتبر ثاني أكبر إمبراطورية بورمية بعد إمبراطورية الملك بينانق (Bayinnaung)، وامتدت حدود هذه الإمبراطورية لتصل إلى حدود الهند البريطانية. وفي السنوات التي سبقت الحرب، اضطر باقيداو أن يتصدى لمحاولات التمرد، التي دعمتها القوات البريطانية، في الجزء الغربي من إمبراطورية جده (أراكان (Rakhine State)، ومانيبور (Manipur)، وأسام (Assam))، ولكنه عجز عن صد الغارات الآتية عبر الحدود من الأقاليم والمحميات البريطانية. وتسبب قراره الطائش بالسماح للجيش البورمي بأن يلاحق الهجمات، في الوقت الذي كانت فيه الحدود مبهمة وغير دقيقة، أن تبدأ الحرب بين الطرفين. انتهت الحرب بانتصار القوات البريطانية انتصارًا كبيرًا، واضطرت بورما أن ترضخ لكل الشروط البريطانية دون أي مناقشة. تعتبر هذه الحرب أطول الحروب في تاريخ الهند البريطانية، وأكثرها خسائرًا. اضطر باقيداو أن يتنازل عن كل الجزء الغربي من ممتلكات جده، وتيناسيريم، كما اضطر لدفع تعويض كبير قدره مليون جنيه إسترليني، مما أصاب البلد بالعجز لعدة سنوات.
،
عاش الملك المنكوب لبضع سنوات على أمل أن يستعيد مدينة تيناسيريم مرة أخرى، بعد أن ضحى تضحية كبيرة ودفع قيمة التعويض. وفي عام 1830م، أعادت بريطانيا رسم حدودها مع مانيبور، ولكن صار جليًا في عام 1833م أن بريطانيا لن تعيد أيًا من الأراضي التي احتلتها. اتجه باقيداو إلى العزلة، وسيطرت زوجته الملكة نانمانداو مي نو وشقيقها على الحكم. ثار أخوه ولي العهد الأمير ثاراوادي في فبراير 1837م، وأُجبر باقيداو على التنازل عن العرش في أبريل 1837م. أمر الملك ثاراوادي بإعدام الملكة نانمانداو مي نو وشقيقها، ووضع أخاه تحت الإقامة الجبرية. تُوفِيَ باقيداو في 15 من أكتوبر 1846م، وكان عمره وقتها 62 عامًا.

## الملاحظات
1. ↑  Buyers Chapter 11
2. ↑  Owen 2005: 87–88
3. ↑  Myint-U 2006: 112–113
4. ↑  Phayre 1883: 237
5. 1 2  Htin Aung 1967: 220–221
6. ↑  Steinberg et al 1987: 106

## وصلات خارجية
- Journal of An Embassy from the Governor-General of India to the Court of Ava in the year 1827 by John Crawfurd, 1829
- Journal of An Embassy from the Governor-General of India to the Court of Ava by John Crawfurd, Vol II 1834
- Was "Yadza" Really Ro(d)gers? Gerry Abbott, SOAS, Autumn 2005